# Геликон (физика)
Геликон (др.-греч. ἕλιξ, род. падеж. ἕλικος — кольцо, спираль) — низкочастотная электромагнитная волна, которая возникает в некомпенсированной плазме, находящейся во внешнем постоянном магнитном поле.

## Из истории открытия
Существование электромагнитных возбуждений геликонного типа в плазме твердых тел было предсказано в 1960 году: в металлах — О. В. Константиновым и В. И. Перелем, в полупроводниках — П. Эгреном. Термин «геликон» был введен Эгреном и отражал круговой характер поляризации этой волны. Через год геликоны были экспериментально обнаружены в натрии. В том же году было установлено, что так называемые «свистящие атмосферики» (вистлеры) представляют собой геликонные волны, распространяющиеся в газовой плазме ионосферы Земли.

## Режимы существования геликонов
Возможность распространения электромагнитных волн в хорошо проводящих средах в присутствии сильного магнитного поля можно пояснить следующим образом. В отсутствие магнитного поля в среде имеет место скин-эффект: под действием излучения с частотой, меньшей плазменной, возникают токи, которые экранируют электромагнитное возмущение и препятствуют его проникновению вглубь вещества. Магнитное поле ослабляет это экранирование, заставляя носители заряда под действием силы Лоренца двигаться более упорядоченно и мешая им эффективно реагировать на поле электромагнитной волны. Это дает возможность распространения в среде низкочастотных геликонов.
В зависимости от соотношения длины свободного пробега носителей заряда и длины волны электромагнитного возбуждения выделяют «локальный» и «нелокальный» режимы распространения геликонов. Для рассмотрения каждого из этих случаев приходится применять различные теоретические и экспериментальные подходы.

### Локальный режим
Условие локальности может быть записано в виде {\displaystyle ql<<1}, где {\displaystyle q} — волновое число геликона, {\displaystyle l} — длина свободного пробега носителей заряда (электронов). Основные особенности геликонных волн могут быть получены в модели свободных электронов. Рассматривая падение на проводящую среду электромагнитной волны частоты {\displaystyle \omega } в условиях мгновенного равновесия, можно получить дисперсионное соотношение для геликона:
{\displaystyle q_{\pm }^{2}=\omega \mu _{0}/\rho (\pm u+i)\cos \phi },
где {\displaystyle \mu _{0}} — магнитная проницаемость вакуума, {\displaystyle \rho =m/ne^{2}\tau } — сопротивление, {\displaystyle u=RB_{0}/\rho =\omega _{c}\tau } — тангенс угла Холла между током и напряженностью электрического поля, {\displaystyle B_{0}} — постоянное магнитное поле, {\displaystyle \phi } — угол между {\displaystyle q} и {\displaystyle B_{0}}. Здесь {\displaystyle m} — масса электрона, {\displaystyle e} — его заряд, {\displaystyle n} — плотность электронов, {\displaystyle \tau } — характерное время, за которое носители теряют импульс при столкновениях с решеткой; {\displaystyle R=1/ne} — константа Холла, {\displaystyle \omega _{c}=eB_{0}/m} — циклотронная частота носителей. Условием распространяющихся волн является неравенство {\displaystyle |{\rm {Re}}q|>>|{\rm {Im}}q|}. В полубесконечном металле геликон, распространяющийся вдоль постоянного магнитного поля, является поперечной циркулярно поляризованной волной, электрическое и магнитное поля которой вращаются вокруг направления распространения в том же направлении, что и электроны.
В общем случае необходимо учитывать тензорный характер параметров среды, в частности сопротивления {\displaystyle \rho }, а также граничные условия в ситуации пространственно ограниченных структур.

### Нелокальный режим
Условием нелокальности является соотношение {\displaystyle ql>>1}, то есть на длине свободного пробега укладывается много длин волн геликона. Поэтому в данном случае нельзя пренебрегать микроскопическим (циклотронным) движением носителей заряда. С математической точки зрения это приводит к необходимости вычисления нелокального тензора проводимости. Физическую картину в нелокальном случае определяют эффекты бесстолновительного поглощения волны носителями, крайними случаями которого являются доплер-сдвинутый циклотронный резонанс (условие поглощения {\displaystyle qV_{F}/\omega _{c}>1}, где {\displaystyle V_{F}} — скорость свободных электронов, равная скорости Ферми) и магнитное затухание Ландау ({\displaystyle qV_{F}/\omega _{c}<<1}). Эти процессы существенно ограничивают диапазон существования распространяющихся геликонных волн.

## Эксперименты с геликонами

### Методы исследования
К основным методам наблюдения и изучения геликонов относятся:
- Метод скрещенных катушек (одна катушка возбуждает геликон, а вторая — ортогональная ей — регистрирует его поле в образце)
- Метод интерферометрии (общий сигнал на выходе является результатом интерференции сигнала геликона с некоторым опорным сигналом)
- Интерферометрия с одной катушкой (для измерения сигналов высоких частот)
- Методы поверхностного импеданса

### Результаты исследований
Экспериментальные наблюдения геликонов в локальном режиме позволяют измерить константу Холла, магнетосопротивление, поверхностное поглощение волн при различных геометриях образцов.
Эксперименты в нелокальном режиме в условиях циклотронного поглощения и затухания Ландау позволяют определять поверхностный импеданс образцов, форму поверхности Ферми, оценить роль столкновений в процессах затухания. Отдельным направлением исследований является изучение взаимодействия геликонов с другими типами возбуждения в веществе: со звуком (геликон-фононное взаимодействие, позволяющее осуществлять электромагнитное возбуждение акустических волн), с магнитными моментами ядер (ЯМР-поглощение геликона), со спиновыми волнами в ферромагнетиках (геликон-магнонное взаимодействие).
Обычно геликоны в лабораторных экспериментах получают в плазме твёрдых тел или разрядных трубках с газовой плазмой. В 2015 году американские исследователи сообщили о получении геликонов в неограниченной плазме, вдали от каких-либо поверхностей. Это достижение позволяет изучить в лаборатории возникновение таких волн в ситуации, близкой к условиям, имеющимся в космическом пространстве.